# Garaventa
Garaventa je velká mezinárodní společnost specializující se na výrobu, prodej, montáž a servis lanovek, bezbariérových zdvihacích plošin a domácích výtahů. Výrobní provozy společnosti jsou dnes v Číně, Kanadě, Itálii a Švýcarsku.

## Historie
První impuls k založení společnosti Garaventa se datuje k roku 1928, kdy pan Karl Garaventa sestrojil svou první lanovku. V roce 1967 společnost expanduje na americký trh a od roku 1974 se společnost Garaventa zaměřuje na výrobu horských lanovek.
Roku 1976 byla dokončena lanovka známá jako Super Sky-ride na horu Grouse Mountain v kanadském Vancouveru. 
V roce 2002 se společnost spojila s firmou Doppelmayr a vznikla nová společnost Doppelmayr/Garaventa Group. Ta se skládá ze tří hlavních divizí:
Garaventa (lanovky): 
Doppelmayr (lanovky): 
Garaventa Lift (bezbariérové výtahy a plošiny): 
V ČR je systém Garaventa použit například na sedačkové lanovce v Pasekách na Jizerou .  Tato čtyřsedačková lanovka zde byla nainstalována v roce 1991 a lyžaři, kteří zavítali do Krkonoš, překonávali s její pomocí převýšení 166 metrů.

## Současnost
Dnes má společnost Doppelmayr/Garaventa Group zázemí v 35 zemích celého světa. Uskutečnila přes 50 000 instalací a získala řadu velkých zakázek jako je metro v Santiagu a v Mexico City.
V ČR je společnost od roku 2010 v zastoupení Garaventa Lift s.r.o., která se specializuje na výrobu pomůcek pro překonávání architektonických bariér. Součástí jejich programu je výroba a instalace domácích výtahů, schodišťových plošin nebo schodišťových sedaček.